# Brad Pitt
 For alternative betydninger, se Brad Pitt (flertydig). (Se også artikler, som begynder med Brad Pitt)
William Bradley "Brad" Pitt kendt som Brad Pitt (født 18. december 1963) er en amerikansk Oscarvindende skuespiller, filmproducer og social aktivist. Han blev kendt i midten af 1990'erne efter at have medvirket i mange succesfulde Hollywood film . Pitt fik en Golden Globe og Oscar-nominering for sin rolle i filmen Twelve Monkeys (1995), og vandt en Oscar for sin rolle i Once Upon a Time in Hollywood. Hans tidligere ægteskaber med skuespillerne Jennifer Aniston og Angelina Jolie har været store emner i verdens medier. Brad Pitt er far til 6 børn sammen med Jolie, hvor tre af dem er biologiske.

## Karriere
Brad Pitt blev født i Shawnee, Oklahoma, som søn af Jane Etta og William Alvin Pitt. Sammen med sin bror Doug og sin søster Julie Neal, voksede han op i Springfield (Missouri), som hans familie flyttede til kort efter hans fødsel. Han blev optaget på Kickapoo High School, hvor han var en meget aktiv sportsmand, studenterpolitiker og teatermenneske. Han blev senere optaget på Missouri School of Journalism, hvor han studerede journalistik, samtidig med at han igen var aktiv i teaterarbejde. Han forlod universitetet kort inden den afsluttende eksamen for at tage til Californien i 1986.
Han læste hos en af Hollywoods mest anerkendte skuespilundervisere samtidig med, at han tjente til dagen og vejen med en række småjobs. Snart fik han mindre roller i tv-serier, blandt andet Dallas, inden han i 1988 fik sin første større rolle i filmen The Dark Side of the Sun (en), der blev optaget i Jugoslavien. Filmen gik tabt under borgerkrigen der, men blev fundet en del år senere, hvorefter den blev klippet færdig og udsendt direkte til videomarkedet i 1997.
Han fik flere mindre roller samt større roller i mindre produktioner, inden han med en birolle i Thelma & Louise tiltrak sig opmærksomhed. Gennembruddet kom med rollen som seriemorder i Kalifornia fra 1993. Med hovedrollen i Se7en og flere store roller i de følgende år steg Brad Pitt hurtigt til stjernestatus, som han har holdt fast i siden midten af 1990'erne. Han har indrejseforbud i Kina pga. medvirken i den kinakritiske film Syv år i Tibet (sammen med filmens instruktør David Thewlis).

## Privatliv
Brad Pitt har i tidens løb haft forhold til mange kvinder, ikke mindst skuespillerkolleger. Således havde han et forhold til Juliette Lewis og han har også været forlovet med Gwyneth Paltrow, men det blev kollegaen Jennifer Aniston, som han 29. juli 2000 blev gift med.

### Jennifer Aniston
Pitt mødte Venner-stjernen Jennifer Aniston i 1998, og de giftede sig ved en lukket ceremoni i Malibu 29. juli 2000. Parret sørgede for at undgå eventuelle fotografer ved at hyre omkring 100 vagter til holde pressefolkene væk: kun et enkelt bryllupsbillede blev givet til medierne. Ikke længe efter brylluppet sagsøgte Pitt firmaet Damiani International, det firma som havde lavet den ring, han havde givet til Aniston, fordi de solgte kopi-"Brad og Jennifer" ringe. Ifølge Pitt var ringen hans design, ergo eksklusivt. Parret vandt retssagen, og firmaet trak kopi-ringene tilbage.
Imens parret var gift, blev de tit udråbt som et af Hollywoods hotteste par, og derfor kom det som chok for mange, da de den 7. januar 2005 erklærede, at de skulle separeres. I slutningen af parrets ægteskab blev Brad Pitt og skuespillerkollegaen Angelina Jolie involveret i en celeber Hollywood-sag, hvor Jolie blev omtalt som "den anden kvinde" pga. Pitts og hendes tydelig gensidige tiltrækning under indspilningen af Mr. & Mrs. Smith. Pitt og Aniston blev officielt skilt 2. oktober samme år.

### Angelina Jolie
Kun en måned efter at skilmisseansøgningen i april 2005 blev der offentliggjort billeder af Pitt og Jolie sammen, hvilket bekræftede deres forhold. Billederne, som viste Pitt, Jolie samt Jolies søn, Maddox, på en strand i Kenya, blev solgt for $500.000.
I juli 2005 fulgte Pitt med Jolie til Etiopien. I 2006 blev Brad adoptivfar til Jolies to adopterede børn Maddox og Zahara, og 27. maj 2006 blev han sammen med Angelina Jolie forældre til en datter, Shiloh Nouvel Jolie-Pitt. Herudover har han og Jolie adopteret sønnen Pax Thien Jolie-Pitt i marts 2007. Den 12. juli 2008 blev parret igen forældre, denne gang var det til tvillinger, drengen Knox Leon og pigen Vivienne Marcheline, der blev født i Frankrig.
Parret blev gift i 2014, men i september 2016 søgte Jolie om skilsmisse fra Pitt.

## Medierne
Med baggrund i sit udseende er Brad Pitt som Hollywood-stjerne og på grund af forholdene til en række store kvindelige stjerner genstand for boulevardpressens store interesse. Han optræder mere eller mindre frivilligt i blade og på internettet i alle mulige sammenhænge. Han er ofte blevet kåret blandt de flotteste, mest sexede osv. stjerner/mænd i verden. Han har udnyttet interessen til at støtte velgørende formål så som forskning i sygdomme som AIDS.
Han er nævnt i op til flere pop-sange, herunder "That Don't Impress Me Much" af Shania Twain, "Like That" af The Black Eyed Peas og "Brad Pitt's Cousin" af Macklemore og Ryan Lewis.

## Kontroverser
Han fik indrejseforbud i Kina, efter have deltaget i filmen "Syv år i Tibet" fra 1997.

## Udvalgte film
| - Thelma & Louise (1991) - Kalifornia (1993) - En vampyrs bekendelser (1994) - Legendernes tid (1994) - Se7en (1995) - Twelve Monkeys (1995) - Sleepers (1996) - The Devil's Own (1997) - Syv år i Tibet (1997) - Meet Joe Black (1998) | - Fight Club (1999) - Snatch (2000) - The Mexican (2001) - Spy Game (2001) - Ocean's Eleven (2001) - Ocean's Twelve (2004) - Troy (2004) - Mr. & Mrs. Smith (2005) - Babel (2006) - Ocean's Thirteen (2007) | - Burn After Reading (2008) - Benjamin Buttons forunderlige liv (2008) - Inglourious Basterds (2009) - Moneyball (2011) - The tree of life (2011) - World War Z (2013) - Allied (2016) - War Machine (2017) - Once Upon a Time in Hollywood (2019) - Bullet Train (2022) |